# 上連雀
上連雀（かみれんじゃく）は、東京都三鷹市の地名。現行行政地名は上連雀一丁目から上連雀九丁目。郵便番号は181-0012。

## 地理
三鷹市北部に位置する。東から時計回りに、三鷹市下連雀、三鷹市野崎、三鷹市井口、武蔵野市境南町、武蔵野市境、武蔵野市関前、武蔵野市西久保、武蔵野市中町、武蔵野市御殿山、と接する。
北端を玉川上水、南端を東京都道110号府中三鷹線（人見街道）が通っており街区境界となる。北部を貫く中央本線の北側に一丁目、南側に二丁目から九丁目までが配置された構成となる。

### 河川

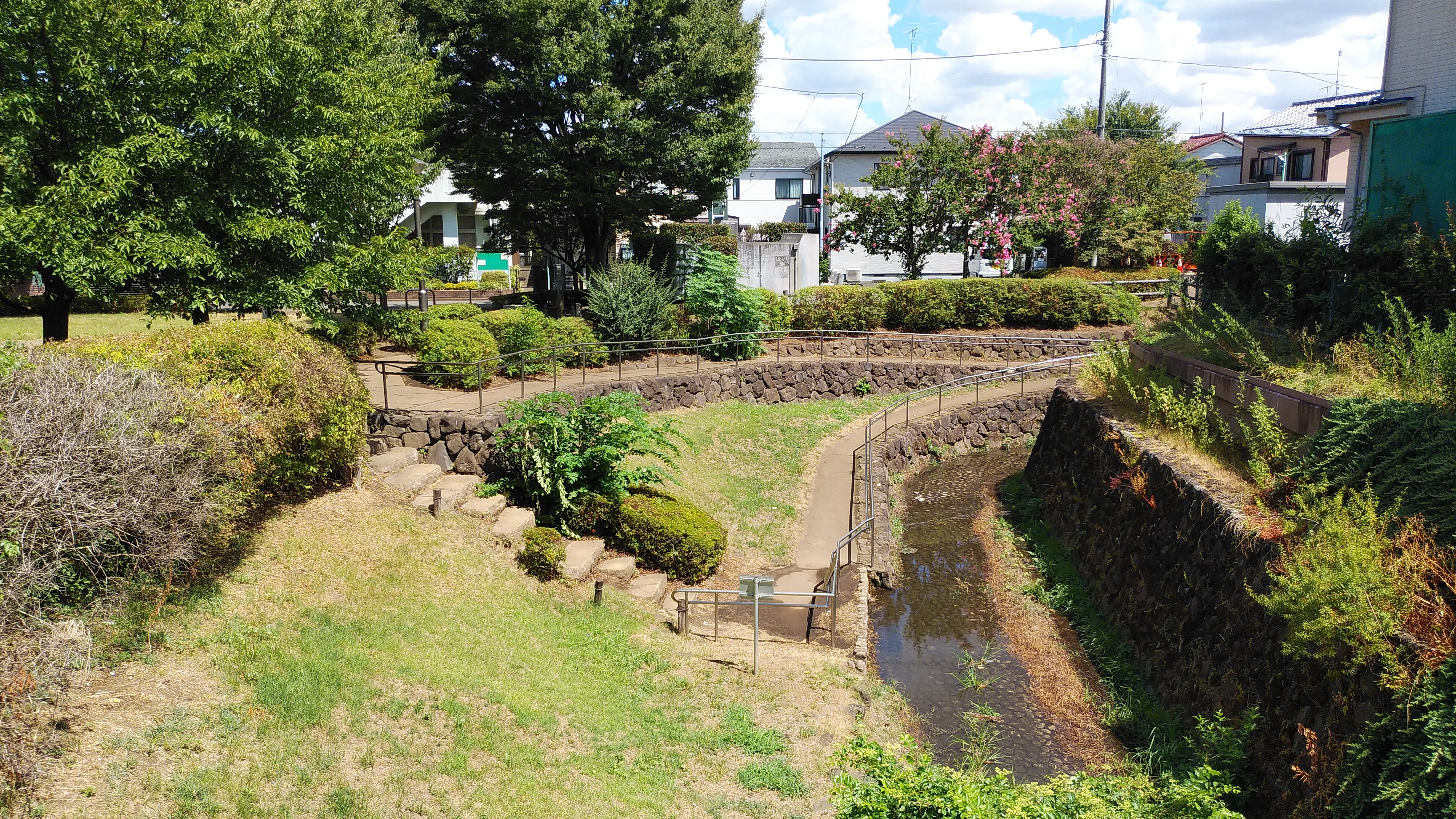
仙川に存在する水源の森あけぼのふれあい公園。水面付近まで降りられる。

- 玉川上水
- 仙川

### 地価
住宅地の地価は、2025年（令和7年）1月1日の公示地価によれば、上連雀1-11-3の地点で67万6000円/m2となっている。

## 歴史
1657年（明暦3年）1月の明暦の大火による神田連雀町（現在の千代田区神田須田町・神田淡路町付近）の被災者の替え地として、1658年（万治元年）に神田連雀新田（現在の下連雀）が開発された。この神田連雀新田を拡大して開発されたのが現在の上連雀地区である。
開発当初は連雀前新田と称されたが、享保の頃、新田開発の進捗とともに連雀新田が連雀村と改称され、京都（朝廷）に近い方を「上」と称し、江戸方に近い方を「下」と称す慣習により下連雀村に対して上連雀村となった。連雀の名の由来としては、「連雀」とは小板を使った背負い梯子のことで江戸神田の連雀の職人仲間が住んでいた町を連雀町と呼んでいた、とする説がある。
1941年（昭和16年）には住宅営団により住宅開発が行われ、10月には営団初の分譲が行われた。当時はケヤキやクヌギの森に囲まれた古き良き武蔵野の雰囲気が残される一方、吉祥寺と調布を結ぶバスが利用できるなど交通の便も良く、人気を集めた。

## 世帯数と人口
2025年（令和7年）1月1日現在の世帯数と人口は以下の通りである。
| 丁目         | 世帯数     | 人口     |
| ------------ | ---------- | -------- |
| 上連雀一丁目 | 1,892世帯  | 3,202人  |
| 上連雀二丁目 | 1,454世帯  | 2,442人  |
| 上連雀三丁目 | 1,103世帯  | 1,870人  |
| 上連雀四丁目 | 1,745世帯  | 3,253人  |
| 上連雀五丁目 | 1,438世帯  | 2,722人  |
| 上連雀六丁目 | 1,608世帯  | 3,037人  |
| 上連雀七丁目 | 1,436世帯  | 2,891人  |
| 上連雀八丁目 | 1,603世帯  | 3,368人  |
| 上連雀九丁目 | 1,499世帯  | 3,072人  |
| 計           | 13,778世帯 | 25,857人 |

## 小・中学校の学区
市立小・中学校に通う場合、学区は以下の通りとなる。
| 丁目         | 番地             | 小学校             | 中学校             |
| ------------ | ---------------- | ------------------ | ------------------ |
| 上連雀一丁目 | 全域             | 三鷹市立第三小学校 | 三鷹市立第四中学校 |
| 上連雀二丁目 | 全域             | 三鷹市立第三小学校 | 三鷹市立第四中学校 |
| 上連雀三丁目 | 全域             | 三鷹市立第三小学校 | 三鷹市立第四中学校 |
| 上連雀四丁目 | 1～18番 26〜27番 | 三鷹市立第三小学校 | 三鷹市立第四中学校 |
| 上連雀四丁目 | その他           | 三鷹市立第七小学校 | 三鷹市立第四中学校 |
| 上連雀五丁目 | 全域             | 三鷹市立第七小学校 | 三鷹市立第四中学校 |
| 上連雀六丁目 | 全域             | 三鷹市立第七小学校 | 三鷹市立第四中学校 |
| 上連雀七丁目 | 全域             | 三鷹市立第七小学校 | 三鷹市立第四中学校 |
| 上連雀八丁目 | 18番             | 三鷹市立第七小学校 | 三鷹市立第四中学校 |
| 上連雀八丁目 | その他           | 三鷹市立南浦小学校 | 三鷹市立第一中学校 |
| 上連雀九丁目 | 2～14番 16～18番 | 三鷹市立南浦小学校 | 三鷹市立第一中学校 |
| 上連雀九丁目 | その他           | 三鷹市立第七小学校 | 三鷹市立第四中学校 |

## 交通

### 鉄道
| 隣接する街区の駅                                      | バス利用で利用可能駅 |
| ----------------------------------------------------- | --- |

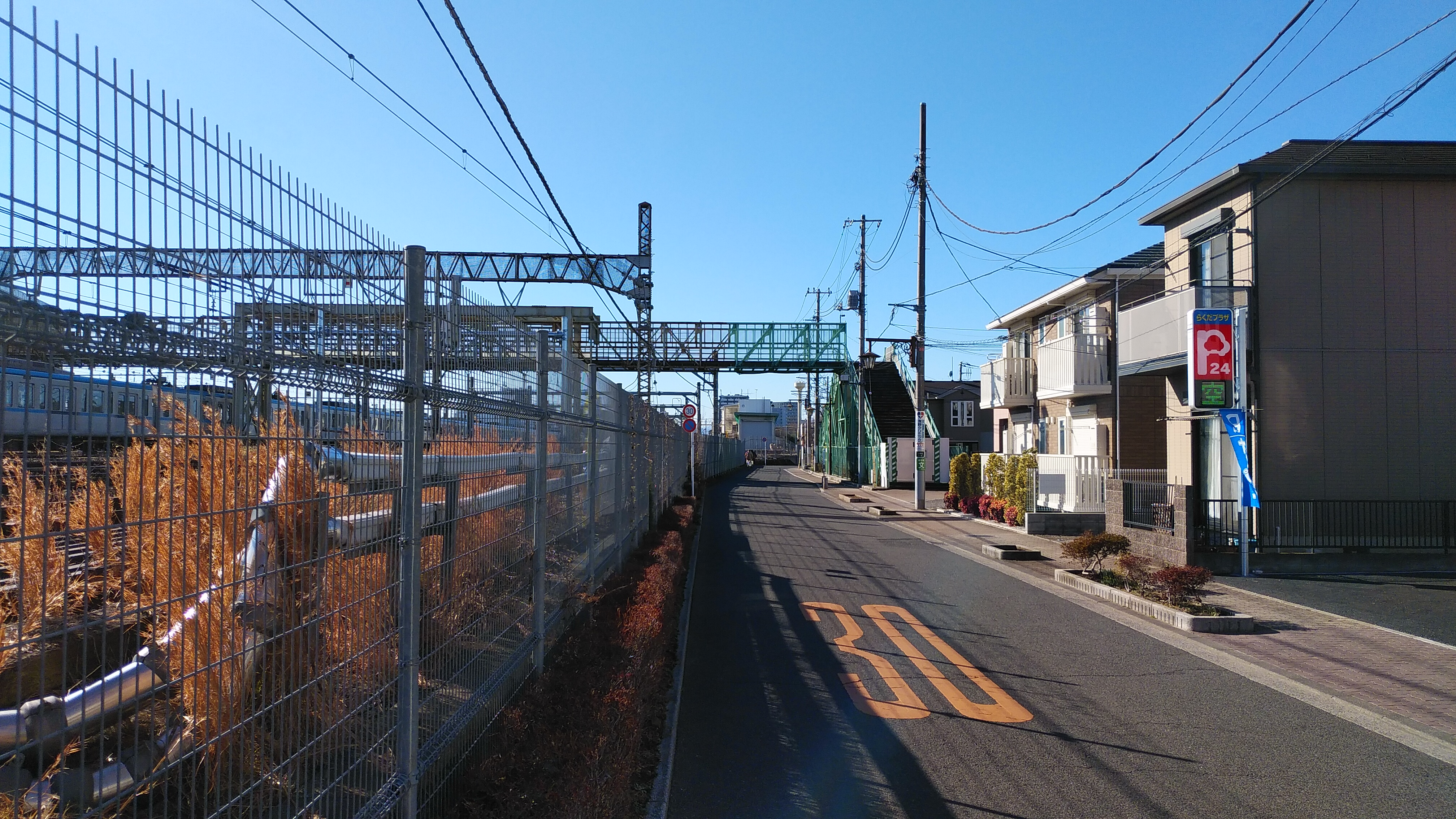
三鷹市上連雀　三鷹跨線人道橋

| JR中央線 JR 中央・総武線各駅停車 - 三鷹駅(JC12)(JB01) | JR中央線 西武多摩川線 - 武蔵境駅(JC13) JR中央線 JR中央・総武線各駅停車 京王井の頭線 - 吉祥寺駅(JC 11)(JB 02)(IN 17) 京王線 - 布田駅(KO17) - 調布駅(KO18) |

隣接する下連雀の三鷹駅への利用が大きい。三鷹車両センターが存在し中央線の輸送拠点となっている。また、路線バスで京王線調布駅方面へのバスが充実しており、潜在的な選択肢が豊富なのが特色である。

### バス
- 京王電鉄バス調布営業所
- 小田急バス武蔵境営業所

…が周辺の路線を運行している。

### 道路
- 東京都道12号調布田無線（武蔵境通り）
- 東京都道110号府中三鷹線（人見街道）
- 東京都道121号武蔵野調布線（三鷹通り）

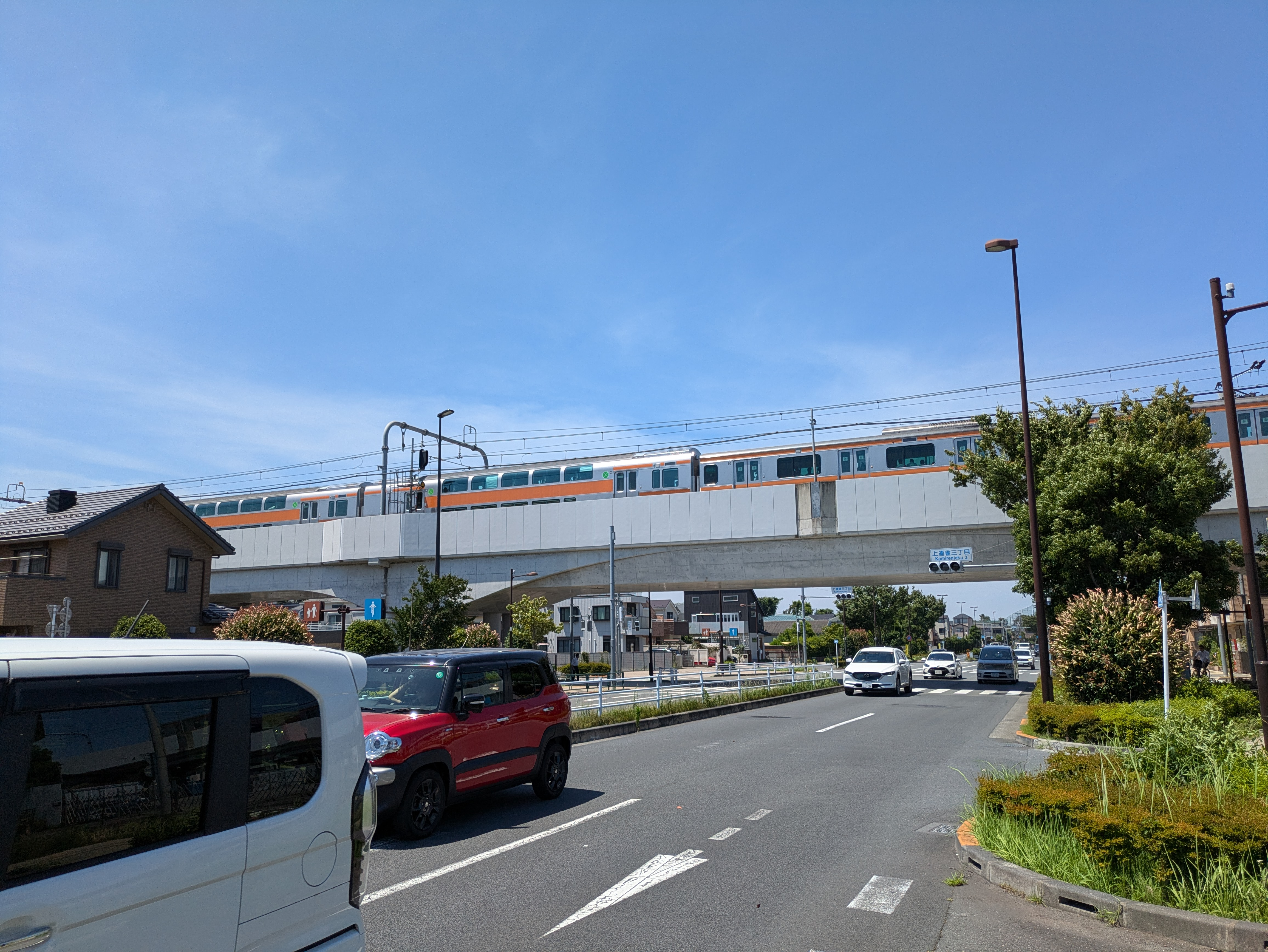
片側二車線の都道12号線と中央線の立体交差部（三鷹市上連雀、武蔵野市境南町）（2025年6月）

- 東京都道134号恋ヶ窪新田三鷹線（連雀通り）

## 施設
- 井之頭病院
- 三鷹市立第三小学校
- 三鷹市立第四小学校
- 三鷹市芸術文化センター
- 大成高等学校
- 三鷹市立第七小学校
- 警視庁三鷹警察署
- 三鷹市立図書館